# Кирил Зеков
Кирил (Киро) Глигоров Зеков (Зекас) е български и гръцки революционер, деец на „Охрана“ и по-късно комунистически партизанин от Демократичната армия на Гърция (ДАГ).

## Биография
Роден е в българското костурско село Черешница. След разгрома на Гърция от Нацистка Германия през април 1941 година Зеков доставя български учебници от Битоля и брат му Георги (Йорги) Зеков става български учител в Черешница. Кирил Зеков влиза в българския общински съвет на селото заедно с Аргир Иванов, Глигор Зонов, Георги Зеков, Костадин Сулев, Иван Недялков, Никола Милошев, Васил Плятов, Георги Зонов, Вангел (Гелето) Христовски и Слави Плястов, Гилето Бельов, Йоти Христовски. Поради отказ да плати гръцка държавна такса е арестуван от италианските окупационни власти и тежко пребит. По-късно отново е пребит като фанатичен българин при претърсване на селото за оръжие.
През 1942 година, след засилване на опасността от нападения от нелегални гръцки формирования, се включва като подвойвода в селската чета за самоотбрана, чийто първоначален войвода е Михаил Христовски. От 1943 година Костадин Сульов заедно с Кирил Зеков е войвода на местната българската паравоенна организация „Охрана“. При партизанското нападение над селото на 21 август 1944 година къщата му е изгорена, а той едва се спасява. Напуска Костур заедно с Дине Сульов с оттеглящите се германски войски. Заловен е от партизани в Леринско. Затворен е известно време, след което се връща в Черешница. През 1945 година лежи в затвора в Сяр, след което се преселва в Скопие при сина си Томе.